# اریکا پرادو
اریکا پرادو (انگلیسی: Erika Prado؛ زادهٔ ۱ اوت ۱۹۸۴) بازیکن فوتبال اهل ایالات متحده آمریکا است.